# Soledad Penadés Ullate
Soledad Penadés Ullate (13 de octubre de 1941) es una química y científica española, académica de la Real Academia de Ciencias.

## Trayectoria profesional
Se licenció en Ciencias Químicas por la Universidad Complutense de Madrid, donde también obtuvo el Grado de Doctor. A continuación completó sus estudios en el Instituto Max Planck de Fotoquímica (Max-Planck Institut für Strahlenchemie) en Mülheim/Ruhr y en el Instituto de Química Orgánica (Institut für Organische Chemie) en la Universidad de Frankfurt.
Entre 1976 y 1979 trabajó como profesora asociada en la Facultad de Medicina de Hannover y desde 1980 a 1982 científica visitante en el Instituto Max Planck para Investigaciones del Carbón (Max-Planck Institut für Kohlenforschung) en Mülheim/Ruhr.
En 2003 es nombrada Profesora de Investigación del CSIC en el Instituto de Investigaciones Químicas de Sevilla.
La Química Supramolecular y la Química del Reconocimiento Molecular de Carbohidratos centran durante estos años sus investigaciones en el Instituto de Química Orgánica. Con el objeto de estudiar las fuerzas moleculares implicadas en el reconocimiento de carbohidratos en agua, con especial énfasis en la interacción carbohidrato-carbohidrato, desarrolló unas moléculas específicamente desarrolladas al efecto (glicofanos).
Participó activamente en la creación del Instituto de Investigaciones Químicas, ubicado en el nuevo Centro de Investigaciones Científicas de la Isla de la Cartuja en Sevilla, promovido por el profesor Manuel Martín Lomas su compañero desde hace muchos años en los avatares de la ciencia y de la vida.
Durante estos últimos años ha desarrollado en su laboratorio una metodología en la interfase Química-Nanotecnología (Gliconanotecnología), para obtener biomateriales nanoestructurados (gliconanopartículas), basadas en nanoclusters metálicos, con aplicaciones en Biotecnología y Nanomedicina. En esta área, un importante descubrimiento en el que su laboratorio ha tenido un papel esencial, ha sido la observación de un magnetismo permanente en estas nanoparticulas de oro. Este fenómeno ha despertado considerable interés en la comunidad científica.
El desarrollo de la Gliconanotecnología y sus aplicaciones en Biotecnología y Biomedicína es, hoy, el interés principal de su investigación que se centra fundamentalmente en los temas siguientes:
- Nanopartículas biofuncionales en terapia anti-adhesiva.
- Gliconanopartículas como vacunas polivalentes anticancerosas.
- Gliconanopartículas como microbicidas y vacunas en la infección por el virus de inmunodeficiencia humana.
- Nanopartículas biofuncionales como agentes de contraste en imagen por resonancia magnética.
- Nanopartículas biofuncionales como vectores no virales en silenciamiento y transfección.
- Nanopartículas biofuncionales como sondas moleculares en biosensores.

## Publicaciones recientes
- Gold glyconanoparticles as water-soluble polyvalent models to study carbohydrate interactions.[3]

- Adhesion forces between Lewis(X) determinant antigens as measured by atomic force microscopy.[4]

- A model system mimicking glycosphingolipid clusters to quantify carbohydrate self-interactions by surface plasmon resonance.[5]

- Gold glyconanoparticles: synthetic polyvalent ligands mimicking glycocalyx-like surfaces as tools for glycobiological studies.[6]

- Understanding carbohydrate-carbohydrate interactions by means of glyconanotechnology.[7]

- Gold glyconanoparticles as new tools in antiadhesive therapy.[8]

- Gold glyconanoparticles as building blocks for nanomaterials design.[6]

- Permanent magnetism, magnetic anisotropy, and hysteresis of thiol-capped gold nanoparticles.[9]

- Thermodynamic evidence for Ca2+-mediated self aggregation of Lewis(X) gold glyconanoparticles. A model for cell adhesion via carbohydrate-carbohydrate interaction.[10]

- Structural characterization of self assembled monolayers of neoglycoconjugates using atomic force microscopy.[11]

- Gold nanoparticles with different capping systems: an electronic and structural XAS analysis.[12]

- Glyco-quantum dots: a new luminiscent system wíth multivalent carbohydrate display.[13]

- Sinthesis of a Ley neoglycoconjugate and Ley-functionalized gold glyconanoparticle.[14]

- Glyconanoparticles: Types, synthesis and application in glycoscience, biomedicine and material science.[15]

- Gold and gold-iron oxide magnetic glyconanoparticles: Synthesis, characterization and magnetic properties.[16]

- Fe Impurities weaken the ferromagnetic behavior in Au nanoparticles.[17]

- Preparation of multifunctional glyconanoparticles as a platform for potential carbohydrate-based anticancer vaccines.[18]

## Patentes de invención
- Penadés, Soledad; Martín Lomas, Manuel; Martínez de la Fuente, Jesús; Rademacher, Thomas William (20 de agosto de 2014). Nanoparticles.[19]

- Penadés, Soledad; Martín Lomas, Manuel; de la Fuente, J.M. Nanoparticles comprising RNA ligands.[20][21]

- Penadés, Soledad; Martín Lomas, Manuel; Ojeda, Rafael; Rademacher, Thomas William; García Barrientos, África; Gumaa, Khalid. Magnetic nanoparticles.[22]

- Himmler, Gottfried; Mudde, G.C.; Kircheis, Ralf; Rademacher, Thomas William; Penadés Ullate, Soledad; Martín Lomas, Manuel; de Paz Carrera, José Luis; Ojeda Martínez de Castilla, Rafael et al.. Nanoparticles comprising antigens and adjuvants and immunogenic structures. [23]